# 2024년 하계 올림픽 불가리아 선수단
2024년 하계 올림픽 불가리아 선수단은 2024년 7월 26일부터 8월 11일까지 프랑스 파리에서 열린 2024년 하계 올림픽에 참가한 올림픽 불가리아 선수단이다.
불가리아 선수들은 1924년부터 세 차례의 하계 올림픽을 제외하고 모두 참가했다. 1948년 런던 하계 올림픽은 제2차 세계 대전의 국가적 문제로 인해, 로스엔젤레스의 1932년 및 1984년 하계 올림픽은 대공황과 소련 보이콧으로 인해 출전이 불발됐다.

## 출전 선수
| 종목     | 남자 | 여자 | 전체 |
| -------- | ---- | ---- | ---- |
| 근대5종  | 1    | 0    | 1    |
| 레슬링   | 4    | 2    | 6    |
| 배드민턴 | 0    | 3    | 3    |
| 복싱     | 3    | 2    | 5    |
| 사격     | 1    | 1    | 2    |
| 수영     | 3    | 1    | 4    |
| 역도     | 3    | 0    | 3    |
| 유도     | 2    | 0    | 2    |
| 육상     | 2    | 4    | 6    |
| 조정     | 1    | 1    | 2    |
| 체조     | 1    | 8    | 9    |
| 카누     | 0    | 1    | 1    |
| 태권도   | 0    | 1    | 1    |
| 테니스   | 0    | 1    | 1    |
| 펜싱     | 0    | 1    | 1    |
| 전체     | 21   | 26   | 47   |

## 메달 집계
| 종목 | 1 | 2 | 3 | 합계 |
| 종목 | ' | ' | ' | '    |
| 종목 | ' | ' | ' | '    |
| 종목 | ' | ' | ' | '    |
| 합계 | ' | ' | ' | '    |

## 같이 보기
- 2024년 하계 올림픽